# Crouch (Idaho)
Crouch es una ciudad ubicada en el condado de Boise en el estado estadounidense de Idaho. En el año 2010 tenía una población de 162 habitantes y una densidad poblacional de 147,27 personas por km².

## Geografía
Crouch se encuentra ubicado en las coordenadas 44°6′56″N 115°58′21″O / 44.11556, -115.97250. Según la Oficina del Censo, la localidad tiene un área total de 1,1 km² (0,4 mi²), de la cual 1,1 km² (0,4 mi²) es tierra y 0 km² (0 mi²) (0.0%) es agua.

## Demografía
En el 2000 la renta per cápita promedia del hogar era de $29,375, y el ingreso promedio para una familia era de $32,500. En 2000 los hombres tenían un ingreso per cápita de $26,667 contra $21,875 para las mujeres. El ingreso per cápita para la localidad era de $17,343. Alrededor del 18.8% de la población estaba bajo el umbral de pobreza nacional.